# Lachnopterus elisabethae
Lachnopterus elisabethae är en skalbaggsart som beskrevs av Hüdepohl 1990. Lachnopterus elisabethae ingår i släktet Lachnopterus och familjen långhorningar.
Artens utbredningsområde är Filippinerna. Inga underarter finns listade i Catalogue of Life.